# Agassizhorn
L'Agassizhorn (3 946 m s.l.m.) è una montagna delle Alpi Bernesi.

## Descrizione
Si trova lungo la linea di confine tra il Canton Vallese e il Canton Berna, a nord-ovest del più alto Finsteraarhorn. È separato da quest'ultimo dall'Agassizjoch.

## Toponimo
Prende il nome da Jean Louis Rodolphe Agassiz, uno dei maggiori scienziati statunitensi del suo tempo.

### Toponimo contestato
Nel 2007, in occasione del bicentenario della nascita di Louis Agassiz, la campagna e la petizione Smantellare Agassiz ha attirato l'attenzione sulle teorie razziste di quest'ultimo e ha chiesto che il picco fosse rinominato "Rentyhorn", dal nome di uno schiavo che Agassiz fotografò nella Carolina del Sud per dimostrare "scientificamente" l'inferiorità della "razza nera".

## Salita alla vetta
Si può salire sulla vetta partendo dalla Finsteraarhornhütte.